# Championnat d'Allemagne féminin de football de deuxième division 2014-2015
Navigation
Édition précédente Édition suivante
La 2. Frauen-Bundesliga 2014-2015 est la 11e édition du championnat d'Allemagne de football féminin de deuxième division.
Le deuxième niveau du championnat féminin oppose vingt-quatre clubs allemands répartis dans deux groupes de douze équipes, en une série de vingt-deux rencontres jouées durant la saison de football. La compétition débute le 30 août 2014 et s'achève le dimanche 22 mai 2015.
Les premières places de chaque groupe permettent de monter en Frauen Bundesliga lors de la saison suivante alors que les deux dernières places de chaque groupe sont synonyme de relégation en Regionalliga.
Lors de l'exercice précédent, le BV Cloppenburg (de) et le VfL Sindelfingen ont été relégués après avoir fini aux deux dernières places de première division. Le 1. FC Union Berlin, l'Alemannia Aix-la-Chapelle, l'Holstein Kiel (de), le FFC Montabaur et la réserve du TSG Hoffenheim ont, quant à eux, gagné le droit d'évoluer dans ce championnat après avoir obtenu leurs promotions lors des phases finales de Regionalliga.

## Participants
Ces tableaux présentent les vingt-quatre équipes qualifiées pour disputer le championnat 2014-2015. On y trouve le nom des clubs, la date de création du club, l'année de la dernière accession à cette division, leur classement de la saison précédente, le nom des stades ainsi que la capacité de ces derniers.
Le championnat comprend deux groupes de douze équipes.
Légende des couleurs
- Relégué de Frauen-Bundesliga.
- Promu de Regionalliga.

| \| Werder Brême FC Lokomotive Leipzig FC Lübars (de) Magdeburger FFC (en) SV Meppen 0FFC Turbine PotsdamR FSV Gütersloh VfL WolfsbourgR BV Cloppenburg (de) 1. FC Union Berlin Holstein Kiel (de) VfL Bochum \| Localisation des clubs engagés dans le groupe Nord du championnat. |
| Werder Brême FC Lokomotive Leipzig FC Lübars (de) Magdeburger FFC (en) SV Meppen 0FFC Turbine PotsdamR FSV Gütersloh VfL WolfsbourgR BV Cloppenburg (de) 1. FC Union Berlin Holstein Kiel (de) VfL Bochum                                                                          |

| Nom du club           | Date de création | Dernière accession | Cls 2014     | Stade                        | Capacité | Nb T. |
| --------------------- | ---------------- | ------------------ | ------------ | ---------------------------- | -------- | ----- |
| BV Cloppenburg (de)   | -                | 2014               | 1.FB         | TimePartner Arena            | 5 001    | 1     |
| FFC Turbine PotsdamR  | 1971             | 2004               | 1 (Gr. Nord) | Karl-Liebknecht-Stadion      | 10 499   | 1     |
| Werder Brême          | -                | 2009               | 3 (Gr. Nord) | Weserstadion Platz 12        | -        | /     |
| SV Meppen             | -                | 2004               | 4 (Gr. Nord) | MEP-Arena                    | 16 500   | /     |
| FSV Gütersloh         | 1984             | 2013               | 5 (Gr. Nord) | Heidewaldstadion             | 12 500   | /     |
| VfL WolfsbourgR       | 2003             | 2013               | 6 (Gr. Nord) | VfL-Stadion                  | 17 600   | /     |
| VfL Bochum            | -                | 2013               | 6 (Gr. Sud)  | Stade inconnu                | -        | /     |
| FC Lübars (de)        | 1971             | 2010               | 7 (Gr. Nord) | Sportplatz Schluchseestraße  | -        | /     |
| Magdeburger FFC (en)  | 1997             | 2009               | 8 (Gr. Nord) | Heinrich-Germer-Stadion      | 4 990    | /     |
| FC Lokomotive Leipzig | -                | 2012               | 9 (Gr. Nord) | Stade inconnu                | -        | /     |
| Holstein Kiel (de)    | 2004             | 2014               | Reg.         | Stade Waldwiese              | 2 000    | /     |
| 1. FC Union Berlin    | 1990             | 2014               | Reg.         | Stade Fritz-Lesch-Sportplatz | -        | /     |

| \| Bayern MunichR FC Cologne TSV Crailsheim FFC FrancfortR 0FFC Niederkirchen 0FC Sarrebruck ETSV Würzburg SV Weinberg FFC Montabaur VfL Sindelfingen TSG HoffenheimR Alemannia Aix-la-Chapelle \| Localisation des clubs engagés dans le groupe Sud du championnat. |
| Bayern MunichR FC Cologne TSV Crailsheim FFC FrancfortR 0FFC Niederkirchen 0FC Sarrebruck ETSV Würzburg SV Weinberg FFC Montabaur VfL Sindelfingen TSG HoffenheimR Alemannia Aix-la-Chapelle                                                                         |

| Nom du club               | Date de création | Dernière accession | Cls 2013     | Stade                   | Capacité | Nb T. |
| ------------------------- | ---------------- | ------------------ | ------------ | ----------------------- | -------- | ----- |
| VfL Sindelfingen          | 1971             | 2014               | 1.FB         | Floschenstadion         | 5 000    | 2     |
| FC Cologne                | 1974             | 2009               | 2 (Gr. Sud)  | Franz-Kremer-Stadion    | 5 000    | 1     |
| FC Sarrebruck             | 1990             | 2011               | 3 (Gr. Sud)  | Stadion Kieselhumes     | 6 000    | 2     |
| FFC FrancfortR            | 1973             | 2004               | 4 (Gr. Sud)  | Stadion am Brentanobad  | 5 200    | /     |
| TSV Crailsheim            | 1971             | 2009               | 5 (Gr. Sud)  | Schönebürgstadion       | 5 500    | 1     |
| FFC Niederkirchen         | 1969             | 2010               | 7 (Gr. Sud)  | Sportgelände Nachtweide | -        | /     |
| Bayern MunichR            | 1970             | 2009               | 8 (Gr. Sud)  | Sportpark Aschheim      | 3 000    | /     |
| SV Weinberg               | 1967             | 2013               | 9 (Gr. Sud)  | Sportplatz Weinberg     | -        | /     |
| ETSV Würzburg             | -                | 2011               | 10 (Gr. Sud) | Sportpark Herieden      | 5 000    | /     |
| FFC Montabaur             | -                | 2014               | Reg.         | Stade inconnu           | -        | /     |
| Alemannia Aix-la-Chapelle | -                | 2014               | Reg.         | Stade inconnu           | -        | /     |
| TSG HoffenheimR           | -                | 2014               | Reg.         | Dietmar Hopp Stadion    | 6 350    | /     |

## Compétition

### Classement
Le classement est calculé avec le barème de points suivant : une victoire vaut trois points, le match nul un et la défaite zéro.
Les critères utilisés pour départager en cas d'égalité au classement sont les suivants :
1. différence entre les buts marqués et les buts concédés sur la totalité des matchs joués dans le championnat ;
2. plus grand nombre de buts marqués sur la totalité des matchs joués dans le championnat.

| Rang | Équipe                | Pts | J  | G  | N | P  | Bp | Bc | Diff |
| ---- | --------------------- | --- | -- | -- | - | -- | -- | -- | ---- |
| 1    | FC Lübars (de)        | 51  | 22 | 16 | 3 | 3  | 53 | 12 | +41  |
| 2    | Werder Brême          | 49  | 22 | 16 | 1 | 5  | 71 | 25 | +46  |
| 3    | FFC Turbine PotsdamR  | 44  | 22 | 13 | 5 | 4  | 50 | 23 | +27  |
| 4    | FSV Gütersloh         | 43  | 22 | 13 | 4 | 5  | 56 | 28 | +28  |
| 5    | SV Meppen             | 42  | 22 | 12 | 6 | 4  | 43 | 30 | +13  |
| 6    | BV Cloppenburg (de) R | 33  | 22 | 9  | 6 | 7  | 36 | 35 | +1   |
| 7    | VfL Bochum            | 31  | 22 | 8  | 7 | 7  | 40 | 44 | -4   |
| 8    | VfL WolfsbourgR       | 27  | 22 | 7  | 6 | 9  | 46 | 48 | -2   |
| 9    | FC Lokomotive Leipzig | 26  | 22 | 8  | 2 | 12 | 42 | 37 | +5   |
| 10   | Holstein Kiel (de) P  | 13  | 22 | 4  | 1 | 17 | 23 | 70 | -47  |
| 11   | 1. FC Union Berlin P  | 9   | 22 | 2  | 3 | 17 | 24 | 80 | -56  |
| 12   | Magdeburger FFC (en)  | 5   | 22 | 1  | 2 | 19 | 21 | 73 | -52  |

| Légende : | Légende : |
| --------- | --- |
|           | Promu en Frauen-Bundesliga. |
|           | Rétrogradation administrative. |
|           | Relégué en Regionalliga. |
|           | T Tenant du titre. R Relégué de Frauen-Bundesliga. P Promu de Regionalliga. Pts points ; G victoires ; N matchs nuls ; P défaites Bp buts marqués ; Bc buts encaissés ; Diff différence de buts |

| Rang | Équipe                      | Pts | J  | G  | N | P  | Bp | Bc | Diff |
| ---- | --------------------------- | --- | -- | -- | - | -- | -- | -- | ---- |
| 1    | FC Cologne                  | 62  | 22 | 20 | 2 | 0  | 67 | 14 | +53  |
| 2    | Bayern MunichR              | 40  | 22 | 12 | 4 | 6  | 51 | 27 | +24  |
| 3    | FFC FrancfortR              | 40  | 22 | 12 | 4 | 6  | 48 | 37 | +11  |
| 4    | FC Sarrebruck               | 39  | 22 | 11 | 6 | 5  | 65 | 22 | +43  |
| 5    | TSV Crailsheim              | 39  | 22 | 11 | 6 | 5  | 41 | 29 | +12  |
| 6    | SV Weinberg                 | 26  | 22 | 7  | 5 | 10 | 30 | 34 | -4   |
| 7    | TSG HoffenheimR P           | 22  | 22 | 5  | 7 | 10 | 30 | 45 | -15  |
| 8    | VfL Sindelfingen R          | 22  | 22 | 6  | 4 | 12 | 24 | 40 | -16  |
| 9    | Alemannia Aix-la-Chapelle P | 20  | 22 | 5  | 5 | 12 | 24 | 50 | -26  |
| 10   | ETSV Würzburg               | 20  | 22 | 5  | 5 | 12 | 17 | 54 | -37  |
| 11   | FFC Montabaur P             | 19  | 22 | 5  | 4 | 13 | 18 | 43 | -25  |
| 12   | FFC Niederkirchen           | 18  | 22 | 4  | 6 | 12 | 29 | 49 | -20  |

| Légende : | Légende : |
| --------- | --- |
|           | Promu en Frauen-Bundesliga. |
|           | Relégué en Regionalliga. |
|           | P Promu de Regionalliga. Pts points ; G victoires ; N matchs nuls ; P défaites Bp buts marqués ; Bc buts encaissés ; Diff différence de buts |

### Résultats
Groupe Nord
| Résultats (▼dom., ►ext.)                                   | Ber | Boc | Brê | Clo | Güt  | Kie | Lei | Lüb | Mag | Mep | Tur | Wol |
| 1. FC Union Berlin                                         |     | 3-3 | 1-4 | 0-2 | 3-10 | 1-3 | 1-4 | 0-2 | 2-1 | 1-3 | 0-2 | 1-1 |
| VfL Bochum                                                 | 1-1 |     | 5-2 | 2-1 | 1-0  | 4-1 | 0-4 | 0-3 | 5-3 | 2-2 | 1-3 | 2-2 |
| Werder Brême                                               | 9-0 | 4-1 |     | 4-0 | 0-1  | 2-0 | 2-1 | 4-2 | 5-0 | 3-0 | 1-3 | 2-1 |
| BV Cloppenburg (de)                                        | 2-0 | 2-2 | 2-1 |     | 2-2  | 4-0 | 2-1 | 0-2 | 0-0 | 0-0 | 0-1 | 1-3 |
| FSV Gütersloh                                              | 3-1 | 3-1 | 2-4 | 4-1 |      | 4-0 | 1-0 | 0-0 | 1-0 | 1-1 | 1-4 | 5-1 |
| Holstein Kiel (de)                                         | 3-2 | 2-3 | 0-4 | 1-4 | 0-2  |     | 1-2 | 0-3 | 3-2 | 0-1 | 1-2 | 0-5 |
| FC Lokomotive Leipzig                                      | 5-1 | 0-2 | 1-4 | 1-1 | 0-4  | 5-0 |     | 1-3 | 6-0 | 1-3 | 3-0 | 2-2 |
| FC Lübars (de)                                             | 6-1 | 2-0 | 0-0 | 1-2 | 1-0  | 6-0 | 2-0 |     | 3-0 | 2-0 | 0-0 | 4-1 |
| Magdeburger FFC (en)                                       | 1-2 | 1-2 | 0-5 | 2-3 | 2-6  | 1-5 | 1-3 | 1-6 |     | 3-5 | 1-5 | 1-0 |
| SV Meppen                                                  | 4-2 | 2-0 | 1-5 | 1-1 | 3-0  | 6-2 | 1-0 | 0-3 | 1-0 |     | 0-0 | 2-2 |
| FFC Turbine PotsdamR                                       | 7-1 | 2-2 | 4-2 | 1-2 | 1-1  | 0-0 | 4-1 | 2-0 | 4-0 | 0-2 |     | 0-1 |
| VfL WolfsbourgR                                            | 3-0 | 1-1 | 0-4 | 6-3 | 2-5  | 7-1 | 2-1 | 0-2 | 1-1 | 2-5 | 3-5 |     |
| - Victoire à domicile - Match nul - Victoire à l'extérieur |     |     |     |     |      |     |     |     |     |     |     |     |

Groupe Sud
| Résultats (▼dom., ►ext.)                                   | Aix | Cra | Fra | Hof | Col | Mon | ByM | Nie | Sar | Sin | Wei | Wür  |
| Alemannia Aix-la-Chapelle                                  |     | 0-1 | 0-4 | 2-1 | 3-4 | 1-2 | 1-4 | 2-1 | 4-3 | 1-0 | 1-1 | 1-0  |
| TSV Crailsheim                                             | 3-0 |     | 2-3 | 1-1 | 0-1 | 3-1 | 1-0 | 7-2 | 2-1 | 4-1 | 1-4 | 2-0  |
| FFC FrancfortR                                             | 3-3 | 0-0 |     | 3-1 | 1-3 | 2-0 | 1-1 | 3-0 | 0-4 | 2-0 | 2-1 | 5-0  |
| TSG HoffenheimR                                            | 4-1 | 1-1 | 4-7 |     | 0-3 | 2-2 | 1-2 | 3-0 | 0-4 | 0-1 | 0-5 | 0-0  |
| FC Cologne                                                 | 3-0 | 3-0 | 4-1 | 1-1 |     | 1-0 | 3-2 | 1-0 | 2-0 | 3-1 | 1-0 | 13-0 |
| FFC Montabaur                                              | 1-1 | 4-2 | 4-0 | 0-0 | 0-6 |     | 0-5 | 1-0 | 1-0 | 0-2 | 1-2 | 1-2  |
| Bayern MunichR                                             | 1-1 | 2-2 | 2-2 | 1-2 | 0-1 | 1-0 |     | 6-1 | 1-0 | 3-1 | 3-1 | 4-0  |
| FFC Niederkirchen                                          | 2-0 | 2-2 | 0-2 | 0-2 | 0-4 | 2-0 | 2-3 |     | 2-2 | 1-1 | 5-1 | 2-2  |
| FC Sarrebruck                                              | 7-0 | 2-2 | 5-1 | 8-0 | 3-3 | 8-0 | 3-0 | 1-0 |     | 2-2 | 1-1 | 3-0  |
| VfL Sindelfingen                                           | 1-0 | 1-2 | 0-2 | 2-2 | 0-1 | 0-0 | 2-6 | 0-1 | 1-5 |     | 1-0 | 4-2  |
| SV Weinberg                                                | 3-1 | 0-2 | 3-2 | 0-5 | 1-2 | 2-0 | 1-0 | 2-2 | 0-0 | 2-3 |     | 0-1  |
| ETSV Würzburg                                              | 1-1 | 0-1 | 0-2 | 1-0 | 1-4 | 1-0 | 1-4 | 4-4 | 0-3 | 1-0 | 0-0 |      |
| - Victoire à domicile - Match nul - Victoire à l'extérieur |     |     |     |     |     |     |     |     |     |     |     |      |

## Bilan de la saison
| Championnat d'Allemagne féminin de football de deuxième division 2014-2015 |                          |
| Champion                                                                   |                          |
| Promotions et relégations                                                  |                          |
| Promus en Frauen-Bundesliga                                                | FC Cologne               |
| Promus en Frauen-Bundesliga                                                | Werder Brême             |
| Relégués en 2. Frauen-Bundesliga                                           | HSV Borussia Friedenstal |
| Relégués en 2. Frauen-Bundesliga                                           | MSV Duisbourg            |

## Statistiques
| Cls | Joueuse | Club | Buts |
| --- | ------- | ---- | ---- |
| 1   |         |      | -    |
| 2   |         |      | -    |
| 3   |         |      | -    |

| Cls | Joueuse | Club | Buts |
| --- | ------- | ---- | ---- |
| 1   |         |      | -    |
| 2   |         |      | -    |
| 3   |         |      | -    |